# Hydrillodes minor
Hydrillodes minor är en fjärilsart som beskrevs av Louis Beethoven Prout 1928. Hydrillodes minor ingår i släktet Hydrillodes och familjen nattflyn. Inga underarter finns listade i Catalogue of Life.